# Ramune
Ramune (ラムネ?) (pronunție în japoneză [ɾamɯne]) este o băutură răcoritoare carbogazoasă japoneză. A fost creată în 1884 în Kobe de farmacistul scoțian Alexander Cameron Sim. Numele derivă din cuvântul japonez pentru limonadă, împrumutat din limba engleză lemonade.

## Sticla

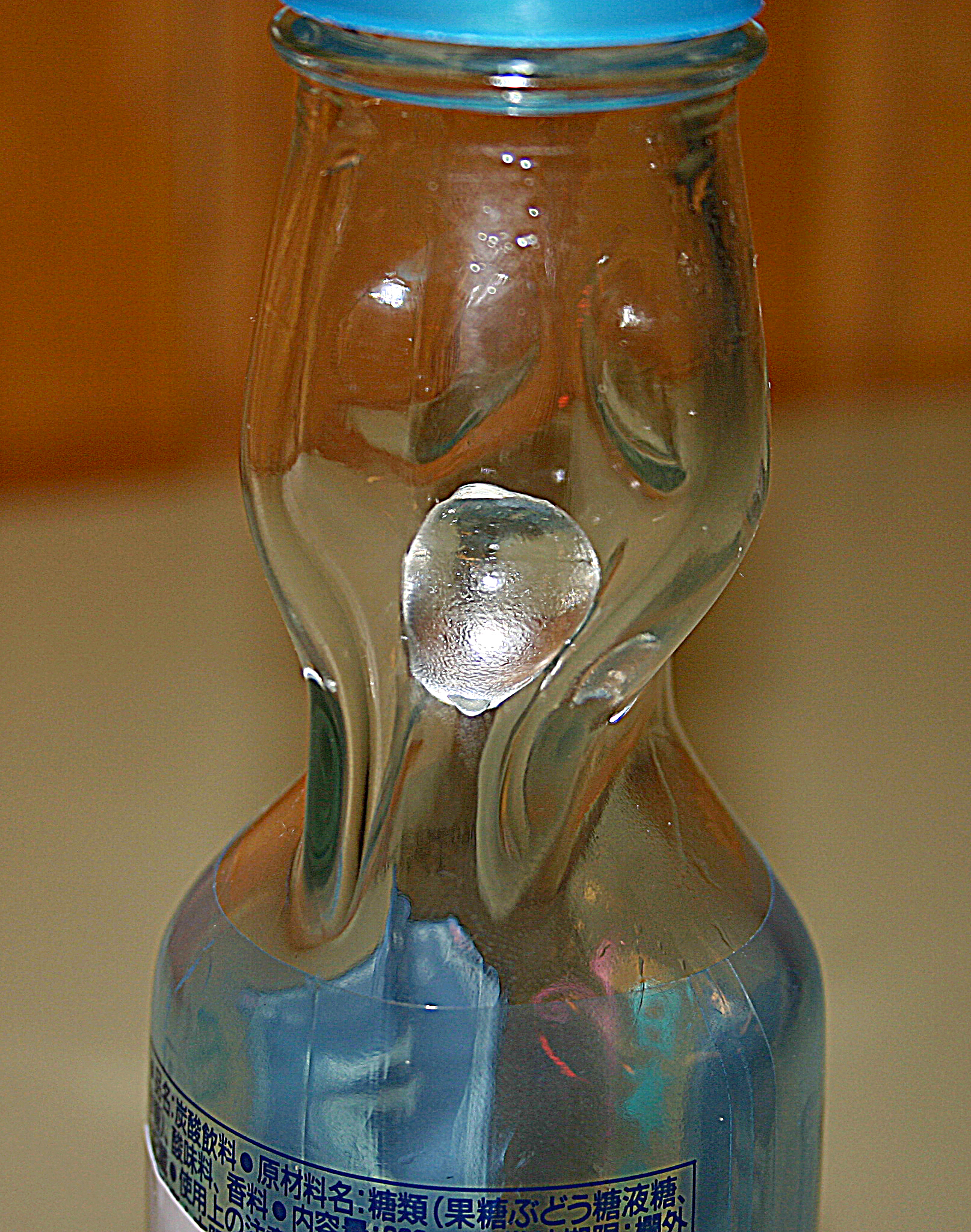
Bila de sticlă din gâtul sticlei Codd

Ramune este recunoscută pentru forma deosebită a sticlei în care este comercializat, numită sticlă cu gât Codd, după inventatorul său, Hiram Codd. Acestea sunt realizate din sticlă și sigilate cu o bilă de sticlă. Capul Codd este menținut în poziție de presiunea din băutură. Pentru a deschide sticla, un dispozitiv din plastic este folosit pentru a împinge bila în interiorul sticlei. 
Bila este împinsă în interiorul gâtului sticlei, unde se învârte în timp ce băutura este consumată. Deși sticlele cu gât Codd erau cândva frecvent utilizate pentru băuturi carbogazoase, astăzi nu mai sunt folosite decât de puține mărci, printre care Ramune și Banta.
Persoanelor care încearcă Ramune pentru prima dată li se pare dificil de băut, fiind nevoie de practică pentru a învăța să consume băutura fără ca bila să oprească fluxul lichidului. Într-o versiune a sticlei, introdusă în 2006, au fost adăugate mici spații în gura sticlei, acolo unde bila este amplasată inițial. Acestea elimină riscul de blocare a curgerii dacă bila cade înapoi în capac. Ramune este disponibil și în sticle PET și doze.
Ramune este unul din simbolurile estivale moderne din Japonia și este consumată pe scară largă în zilele și nopțile calde ale festivalurilor. Sticlele goale sunt de obicei colectate pentru reciclare la aceleași tarabe unde se vând.

## Arome
Aroma originală este cea de lămâie-limetă. Există cel puțin 55 de arome de ramune: acru, afine, ananas, banane, banane tropicale, bere, Blue Hawaii, bomboane, bule, caracatiță, căpșuni, ceai verde, ciocolată, cireșe, cola, curry, dans disco, dulce, fructe dragon, ginseng, grapefruit roșu, gumă de mestecat, iaurt, înflăcărat, kimchi, kiwi, lici, limonadă, mango, mango & pin, mere verzi, mister, muscat, nucă de cocos, pepene galben, pepene verde, pepene verde acru, piersici, pomelo, portocale, prune, rodii, struguri, supă de porumb, șampanie, șampanie roșie, takoyaki (sos), teriyaki, tocană cu smântână, ulei de chili, vanilie, vată de zahăr, wasabi, zmeură și yuzu.  